# Thomas Eser
Thomas Eser (* 1962 in Augsburg) ist ein deutscher Kunsthistoriker und seit 2020 Leiter der Museen der Stadt Nürnberg.

## Leben
Thomas Eser studierte ab 1984 Kunstgeschichte, Klassische Archäologie und Landesgeschichte an der Universität Augsburg und wurde dort 1994 mit einer Dissertation zum Werk des Renaissance-Bildhauers Hans Daucher promoviert.
1995 wurde er Mitarbeiter des Germanischen Nationalmuseums in Nürnberg. Zunächst war er dort Volontär in der Graphischen Sammlung, ab 1996 bis 1998 betreute er die Abteilungen Gewerbemuseum und Design, 1998 bis 2002 war er für die Jubiläumsausstellung „Quasi Centrum Europae. Europa kauft in Nürnberg“ tätig, von 2003 bis 2005 war er für das DFG-Projekt „Nürnberger Goldschmiedekunst“ tätig und wurde 2006 Koordinator der Forschungs- und Ausstellungsvorhaben zu Albrecht Dürer. 2007 erfolgte seine Festanstellung als wissenschaftlicher Mitarbeiter. Von 2009 bis 2012 war er Koordinator des Forschungsprojekts „Der frühe Dürer“, das mit einer erfolgreichen Ausstellung 2012 abschloss. 2011 wurde er Leiter der Sammlung Wissenschaftliche Instrumente und Medizingeschichte, Waffen und Jagdkultur am Germanischen Nationalmuseum
Im Frühjahr 2020 trat Eser die Nachfolge von Ingrid Bierer als neuer Direktor der Museen der Stadt Nürnberg an, eines rund ein Dutzend Museen umfassenden Verbundes städtischer Nürnberger Museen.
Seine aktuellen Forschungsschwerpunkte sind Albrecht Dürer, die Geschichte der Dürer-Forschung sowie die Beziehungen zwischen Handwerksgeschichte und Kunstgeschichte in Spätmittelalter und Früher Neuzeit.

## Schriften (Auswahl)
- Hans Daucher. Augsburger Kleinplastik der Renaissance (= Kunstwissenschaftliche Studien, Bd. 65). Deutscher Kunstverlag, München/Berlin 1996, ISBN 3-422-06174-6 (= Dissertation).
- mit Daniel Hess (Hrsg.): Der frühe Dürer. Begleitband zur Ausstellung im Germanischen Nationalmuseum. Verlag des Germanischen Nationalmuseums, Nürnberg 2012, ISBN 978-3-936688-59-7.
- Die älteste Taschenuhr der Welt? Der Henlein-Uhrenstreit. Begleitschrift zur gleichnamigen Ausstellung im Germanischen Nationalmuseum vom 4. Dezember 2014 bis 12. April 2015. (= Kulturgeschichtliche Spaziergänge im Germanischen Nationalmuseum, Bd. 16), Verlag des Germanischen Nationalmuseums, Nürnberg 2014, ISBN 978-3-936688-92-4.
- mit Stephanie Armer (Hrsg.): Luther, Kolumbus und die Folgen. Welt im Wandel 1500-1600 Ausstellung im Germanischen Nationalmuseum, Nürnberg vom 13. Juli bis 12. November 2017. Verlag des Germanischen Nationalmuseums, Nürnberg 2017, ISBN 978-3-946217-06-0.